# Pluskowęsy (powiat toruński)
Pluskowęsy – wieś w Polsce położona w województwie kujawsko-pomorskim, w powiecie toruńskim, w gminie Chełmża.

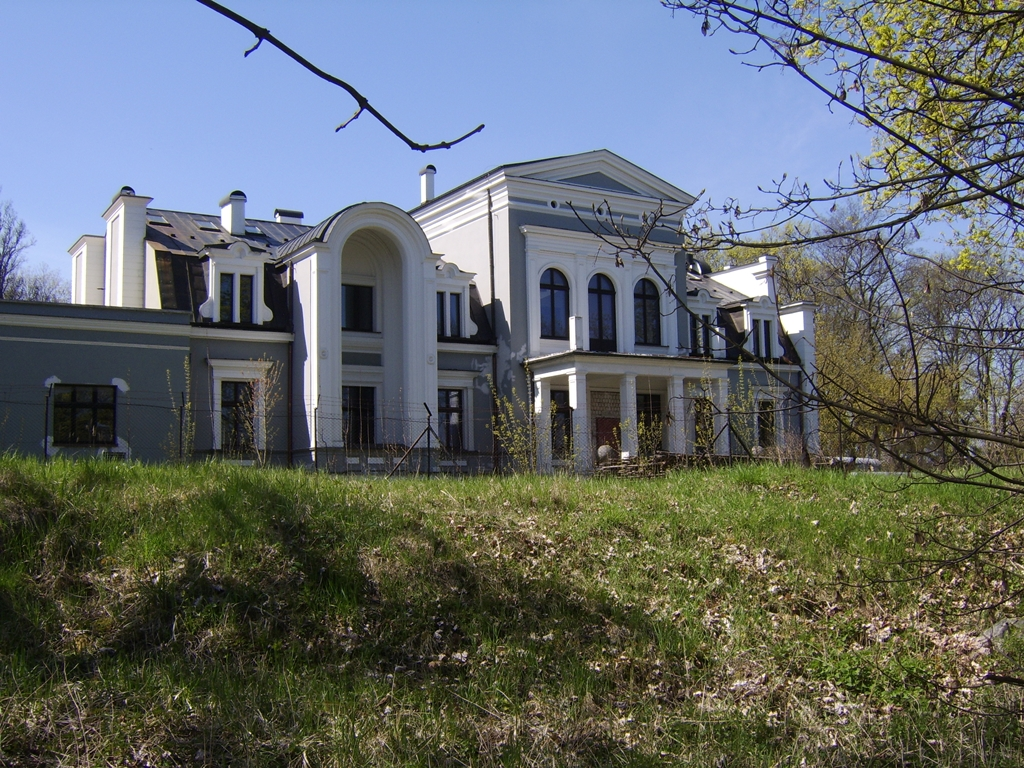
Zespół pałacowy z 2. połowy XIX wieku

W latach 1975–1998 miejscowość należała administracyjnie do województwa toruńskiego. Według Narodowego Spisu Powszechnego (III 2011 r.) liczyła 442 mieszkańców. Jest dziewiątą co do wielkości miejscowością gminy Chełmża. Znajduje się tu zabytkowy zespół pałacowy z 2. połowy XIX wieku.
Miejscowość należała do klucza papowskiego. W 1438 roku miejscowość oddawała czynsz na ręce prokuratora papowskiego (z Papowa Biskupiego).